# ノブチャンネル 〜岡本信彦 10周年記念番組〜
『ノブチャンネル 〜岡本信彦 10周年記念番組〜』とは、2016年4月22日から2016年10月24日までニコニコ生放送で放送されたトーク番組。

## 番組概要
プロ・フィット所属の声優、岡本信彦の声優デビュー10周年を一緒にお祝いする番組として、岡本と縁が深い声優を毎回1人ゲストとして迎え生放送していた。
全7回の放送に加え、ニコニコチャンネルでは「生放送後のオフショットコ〜ナ〜♪」と題してチャンネル会員限定動画が複数配信されており、放送しきれなかったゲストとのトークや、岡本が歌唱している「瞬間BEAT」のダンス動画などがあった。
Twitterハッシュタグは「nobu_chan」。

### 放送時間
毎月 22:00 - 23:00
第7回（最終回）は岡本信彦30歳の誕生日をカウントダウンするために、23:30 - 24:30までとなっていた。
毎回1時間の放送として告知されていたが、トークが盛り上がりしばしば延長していた。

### MC
岡本信彦

### コーナー
ゲストにおすすめスイーツをプレゼントするコーナー
岡本が選んだスイーツをゲストにプレゼントするコーナー。
岡本信彦イメージ調査
岡本が10年間の活動を経てどのようなイメージを持たれているのかを知るためのクイズコーナー。ゲストには事前に岡本についてのアンケートを記入させており、その回答を岡本が当てるという企画。
岡本&ゲストに聞きたいこと
リスナーから寄せられた質問に答えるコーナー。
岡本信彦宣材写真アンケート（第7回のみ）
19歳の頃から当時（2016年10月23日）まで変更していなかった宣材写真を、あらかじめ撮影した3枚の新規写真の中から視聴者アンケートで決定するコーナー。ここで選ばれた写真は現在でも使用されている。

## ゲスト・おすすめスイーツ
| 回 | 放送日時              | ゲスト               | おすすめスイーツ                                        | 備考                                                                                      |
| -- | --------------------- | -------------------- | ------------------------------------------------------- | ----------------------------------------------------------------------------------------- |
| 1  | 2016年4月22日         | 中原麻衣             | ノワ・ドゥ・ブールのフィナンシェ                        |                                                                                           |
| 2  | 2016年5月23日         | 阿部敦               | ジャン=ポール・エヴァンのチョコレートと焼き菓子のセット |                                                                                           |
| 3  | 2016年6月20日         | 福山潤               | ケンズカフェ東京のガトーショコラ                        |                                                                                           |
| 4  | 2016年7月20日         | 中村悠一             | Groovy Nutsのベーコンスモークドナッツ                   |                                                                                           |
| 5  | 2016年8月31日         | 木村良平             | ホレンディッシェ･カカオシュトゥーベのバウムシュピッツ   |                                                                                           |
| 6  | 2016年9月21日         | 子安武人             | 亀十のどら焼き                                          |                                                                                           |
| 7  | 2016年10月23日 - 24日 | 杉田智和（映像出演） | なし                                                    | 誕生日をカウントダウンするために23:30 - 24:30までの日またぎ。 唯一DVD化されている放送回。 |

## DVD
株式会社リトル・ボイスが制作・発売・販売した番組のDVD。
全7回の放送の中からは最終回（第7回）の放送のみが収録されている。
また、特典映像としてお台場のダイバーシティ東京プラザにあるバーベキュー場にて収録された「岡本信彦一人BBQ」も収録されている。